# Pandora's Box (album)
Pandora's Box je box set američke hard rock skupine Aerosmith koji izlazi u studenom 1991.g.
Album objavljuje diskografska kuća "Columbia Records" s kojom su potpisali ugovor nakon uspješnog vremena s izdavačem "Geffen Records". Ovaj box set, koji se sastoji od tri CD-a, sadrži materijal Aerosmithove glazbene karijere iz 1970-ih i rane 1980-te.
Pored prethodno objavljenog studijskog materijala, Pandora's Box se sastoji još od alternativnih verzija, neobjavljenih skladbi, uživo prijevoda i remixsa.

## Popis pjesama

### Disk prvi
| #  | Skladba                   | Skladatelj                           | Detalji                                                                     |
| -- | ------------------------- | ------------------------------------ | --------------------------------------------------------------------------- |
| 1  | "When I Needed You"       | Steven Tyler                         | Steven Tyler, Aerosmith, zajedno sa sastavom The Strangeurs/Chain Reaction. |
| 2  | "Make It"                 | Steven Tyler                         | Remix originalne verzije s albuma Aerosmith.                                |
| 3  | "Movin' Out"              | Steven Tyler, Joe Perry              | Neobjavljena alternativna verzija s Aerosmith.                              |
| 4  | "One Way Street"          | Steven Tyler                         | S albuma Aerosmith.                                                         |
| 5  | "On the Road Again"       | Nepoznato                            | Neobjavljena skladba s Aerosmith.                                           |
| 6  | "Mama Kin"                | Steven Tyler                         | S albuma Aerosmith.                                                         |
| 7  | "Same Old Song and Dance" | Steven Tyler, Joe Perry              | S albuma Get Your Wings.                                                    |
| 8  | "Train Kept A-Rollin'"    | Tiny Bradshaw, Howard Kay, Lois Mann | S albuma Get Your Wings.                                                    |
| 9  | "Seasons of Wither"       | Steven Tyler                         | S albuma Get Your Wings.                                                    |
| 10 | "Write Me a Letter"       | Steven Tyler                         | Neobjavljena uživo verzija.                                                 |
| 11 | "Dream On"                | Steven Tyler                         | S albuma Aerosmith.                                                         |
| 12 | "Pandora's Box"           | Steven Tyler, Joey Kramer            | S albuma Get Your Wings.                                                    |
| 13 | "Rattlesnake Shake"       | Peter Green                          | Neobjavljena uživo emitirana na radiju "WKRQ", Cincinnati.                  |
| 14 | "Walkin' the Dog"         | Rufus Thomas                         | Neobjavljena uživo emitirana na radiju "WKRQ", Cincinnati.                  |
| 15 | "Lord of the Thighs"      | Steven Tyler                         | Neobjavljena uživo verzija s Texxas Jam, Cottonbowl, Dallas.                |

### Disk drugi
| #  | Skladba               | Skladatelj                               |                                                                                                 |
| -- | --------------------- | ---------------------------------------- | ----------------------------------------------------------------------------------------------- |
| 1  | "Toys in the Attic"   | Steven Tyler, Joe Perry                  | S albuma Toys in the Attic.                                                                     |
| 2  | "Round and Round"     | Steven Tyler, Brad Whitford              | S albuma Toys in the Attic.                                                                     |
| 3  | "Krawhitham"          | Joey Kramer, Brad Whitford, Tom Hamilton | Neobjavljeni instrumental.                                                                      |
| 4  | "You See Me Crying"   | Steven Tyler, Don Solomon                | S albuma Toys in the Attic.                                                                     |
| 5  | "Sweet Emotion"       | Steven Tyler, Tom Hamilton               | S albuma Toys in the Attic.                                                                     |
| 6  | "No More No More"     | Steven Tyler, Joe Perry                  | S albuma Toys in the Attic.                                                                     |
| 7  | "Walk This Way"       | Steven Tyler, Joe Perry                  | S albuma Toys in the Attic.                                                                     |
| 8  | "I Wanna Know Why"    | Steven Tyler, Joe Perry                  | Neobjavljena uživo verzija s Texxas Jam, Cottonbowl, Dallas.                                    |
| 9  | "Big Ten-Inch Record" | Fred Weismantel                          | Neobjavljena uživo verzija s Texxas Jam, Cotton Bowl (stadion), Dallas, Teksas, 4. srpnja 1978. |
| 10 | "Rats in the Cellar"  | Steven Tyler, Joe Perry                  | S albuma Rocks.                                                                                 |
| 11 | "Last Child"          | Steven Tyler, Brad Whitford              | Remix originalne verzije s albuma Rocks.                                                        |
| 12 | "All Your Love"       | Otis Rush                                | Neobjavljena skladba. Snimljena u Cenacle, Armonk, New York, svibanj 1977.                      |
| 13 | "Soul Saver"          | Steven Tyler, Brad Whitford              | Neobjavljena s Rocks.                                                                           |
| 14 | "Nobody's Fault"      | Steven Tyler, Brad Whitford              | S albuma Rocks.                                                                                 |
| 15 | "Lick and a Promise"  | Steven Tyler, Joe Perry                  | S albuma Rocks.                                                                                 |
| 16 | "Adam's Apple"        | Steven Tyler                             | Neobjavljena uživo verzija snimljena na turneji Indianapolis, Indiana, 4. srpnja 1977.          |
| 17 | "Draw the Line"       | Steven Tyler, Joe Perry                  | Remix originalne verzije s albuma Draw the Line.                                                |
| 18 | "Critical Mass"       | Steven Tyler, Tom Hamilton, Jack Douglas | S albuma Draw the Line.                                                                         |

### Disc three
| #  | Skladba                                      | Skladatelj                                                           | |
| -- | -------------------------------------------- | -------------------------------------------------------------------- | --- |
| 1  | "Kings and Queens"                           | Tom Hamilton, Joey Kramer, Steven Tyler, Brad Whitford, Jack Douglas | Neobjavljena uživo verzija.                                                                                     |
| 2  | "Milkcow Blues"                              | Kokomo Arnold                                                        | S albuma Draw the Line.                                                                                         |
| 3  | "I Live in Connecticut"                      | Steven Tyler, Joe Perry                                              | Neobjavljeno s Night in the Ruts.                                                                               |
| 4  | "Three Mile Smile"                           | Steven Tyler, Joe Perry                                              | S albuma Night in the Ruts.                                                                                     |
| 5  | "Let It Slide"                               | Steven Tyler, Joe Perry                                              | Neobjavljeno s Night in the Ruts.                                                                               |
| 6  | "Cheese Cake"                                | Steven Tyler, Joe Perry                                              | S albuma Night in the Ruts.                                                                                     |
| 7  | "Bone to Bone" (Coney Island White Fish Boy) | Steven Tyler, Joe Perry                                              | S albuma Night in the Ruts. Snimljeno u "Media Sound" i "Record Plant Studios", New York City, 10. srpnja 1979. |
| 8  | "No Surprize"                                | Steven Tyler, Joe Perry                                              | S albuma Night in the Ruts.                                                                                     |
| 9  | "Come Together"                              | John Lennon, Paul McCartney                                          | S albuma Greatest Hits.                                                                                         |
| 10 | "Downtown Charlie"                           | Aerosmith                                                            | Neobjavljeno s Night in the Ruts.                                                                               |
| 11 | "Sharpshooter"                               | Brad Whitford, Derek St. Holmes                                      | S albuma Whitford/St. Holmes.                                                                                   |
| 12 | "Shit House Shuffle"                         | Joe Perry                                                            | Neobjavljeno.                                                                                                   |
| 13 | "South Station Blues"                        | Joe Perry                                                            | S albuma I've Got the Rock'n'Rolls Again, The Joe Perry Project.                                                |
| 14 | "Riff & Roll"                                | Steven Tyler, Jimmy Crespo                                           | Neobjavljeno s Rock in a Hard Place.                                                                            |
| 15 | "Jailbait"                                   | Steven Tyler, Jimmy Crespo                                           | S albuma Rock in a Hard Place.                                                                                  |
| 16 | "Major Barbara"                              | Steven Tyler                                                         | Neobjavljena alternativna verzija.                                                                              |
| 17 | "Chip Away the Stone"                        | Richie Supa                                                          | Neobjavljena alternativna verzija.                                                                              |
| 18 | "Helter Skelter"                             | John Lennon, Paul McCartney                                          | Neobjavljeno s Toys in the Attic.                                                                               |
| 19 | "Back in the Saddle"                         | Steven Tyler, Joe Perry                                              | S albuma Rocks. Snimljeno u "Record Plant Studios", NYC, 3. veljače 1976.                                       |
| 20 | "Circle Jerk" (skriveni snimak)              | Brad Whitford                                                        | Neobjavljeni instrumental.                                                                                      |

## Top ljestvica
Album - Billboard (Sjeverna Amerika)
| Godina | Top ljestvica     | Pozicija |
| ------ | ----------------- | -------- |
| 1992.  | The Billboard 200 | #45      |

## Certifikat
| Organizacija | Naklada    | Datum              |
| ------------ | ---------- | ------------------ |
| RIAA - SAD   | Zlazni     | 14. siječnja 1992. |
| RIAA - SAD   | Platinasti | 16. kolovoza 1996. |

## Vanjske poveznice
- Službene stranice
- Popis pjesama s albuma Pandora's Box  Arhivirana inačica izvorne stranice od 29. svibnja 2008. (Wayback Machine)
- discogs.com - Aerosmith - Pandora's Box